# Chemung Canal Trust Company
A Chemung Canal Trust Company é uma sociedade fiduciária fretada no Estado de Nova York com sede em Elmira, Nova Iorque, EUA. Foi fundada como um banco de capital aberto em 1833. Em 1857, a família Arnot ganhou o controle do banco e operou um banco familiar privado até 1903, quando o banco voltou a ser de propriedade pública. Originalmente alojado no edifício do banco de Chemung Canal, o banco mudou-se para a 129 East Water Street em 1920 e depois para sua casa atual no One Chemung Canal Plaza em 1971.
Em 1951, o banco começou a se expandir e atualmente possui filiais em todas as camadas. Em 2011, o banco adquiriu a Fort Orange Financial Corp. e sua subsidiária Capital Bank & Trust Company de Albany, Nova York, expandindo sua rede para a área de Albany.